# Bersac-sur-Rivalier
Bersac-sur-Rivalier är en kommun i departementet Haute-Vienne i regionen Nouvelle-Aquitaine i västra Frankrike. Kommunen ligger i kantonen Laurière som tillhör arrondissementet Limoges. År 2022 hade Bersac-sur-Rivalier 626 invånare.
På occitanska heter orten Barçac.

## Befolkningsutveckling
Antalet invånare i kommunen Bersac-sur-Rivalier
| Referens: INSEE |